# Celui qui reste et celui qui s'en va
"Celui qui reste et celui qui s'en va" (tradução portuguesa: "Aquele que fica e aquele que parte") é o título da canção que representou o Mónaco no Festival Eurovisão da Canção 1974, interpretada em francês por Romuald.
O referido tema tinha letra de Michel Jourdan, música de Jean-Pierre Bourtayre e foi orquestrada por Raymond Donnez.
A canção é cantada da perspetiva de um homem cuja amante tinha precisamente terminado o seu relacionamento. Romuald canta que há sempre uma metade do relacionamento que fica (a pessoa que não quer o fim da relação) e outra vai fazendo a separação e outra metade quer a separação.
A canção monegasca foi décima a ser interpretada na noite do festival, depois da canção luxemburguesa "Bye Bye I Love You", interpretada por Ireen Sheer e antes da canção belga "Fleur de liberté", interpretada por Jacques Hustin. A canção monegasca terminou em 4.º lugar, com 14 pontos.